# Sabine Durrant
Sabine Durrant ist eine britische Autorin und Journalistin. Sie schreibt Psychothriller und Kinderbücher. Für den Guardian, den Daily Telegraph sowie die Sunday Times arbeitet sie journalistisch. Sabine Durrant lebt mit ihrem Ehemann und ihren drei Kindern in London.

## Werke
- 2002: Having It and Eating It (dt. Rache ist süß)
- 2005: The Great Indoors  (dt. Tapetenwechsel inkl.)
- 2007: Cross Your Heart, Conny Pickles
- 2014: Under Your Skin  (dt. Ich bin unschuldig)
- 2015: Remember Me This Way (dt. Stilles Vermächtnis)